# Senatus consultum Narthaciensibus et Melitaeensibus
Das Senatus consultum Narthaciensibus et Melitaeensibus ist ein Senatsbeschluss aus der republikanischen Zeit um etwa 140 v. Chr. Den Vorsitz des Senats führte Gaius Hostilius Mancinus in seiner Eigenschaft als praetor urbanus, bevor er ins höchste Amt des Konsuls aufstieg.
Der Senat bestätigte im Beschluss das Urteil einer römischen Gesandtschaft aus dem Jahr 196 v. Chr., das die jahrzehntelangen Querelen um eine Landgrenze zwischen den beiden antiken griechischen Städten Narthakion und Melitaia in Thessalien zugunsten Narthakions entschieden hatte. Die durch das Konsult bestätigte Entscheidung enthob eine bereits 385 v. Chr. ergangene Anordnung des thessalischen Rats ihrer Wirkung, die umgekehrt einst zugunsten der Interessenslage der Stadt Melitaia ergangen war und durch Pyrrhos I. wiederum ihre Bestätigung erfuhr.